# イスタカルコ
イスタカルコ（スペイン語: Iztacalco）は、メキシコシティを構成する16の管轄区域のひとつである。市の中央東部に位置し、面積は16の管轄区域のうちもっとも狭い。かつてはテスココ湖の中の島だった。境界が現在の形になったのは1929年である。

## 地理
イスタカルコはメキシコシティの中央東部に位置し、ベヌスティアーノ・カランサ、ベニート・フアレス、イスタパラパに囲まれている。東部はメヒコ州ネサワルコヨトルと境をなす。面積は23.17平方キロメートルで、メキシコシティの管轄区域のなかでもっとも面積が狭い。38の地区（colonia または barrio）に分けられる。
メキシコ盆地のかつてのテスココ湖の湖床に位置しており、土地は平坦で平均標高は2,235メートルである。現在では湖や運河は完全に消滅している。

## 人口
イスタカルコはメキシコシティでもっとも人口密度が高い。2005年の人口は395,025人で、大部分は下層中流階級または下層階級である。しかし人口は1990年とくらべると1-2%減少しつつあり、今後も減少が続くと予測されている。約5400人は先住民言語を話す。約91%はカトリック教徒で、約7%がプロテスタントまたは福音主義教会に属する。
イスタカルコはメキシコシティで9番目に貧困化の割合が高く、人口の32%以上が貧困である。85%以上が少なくともある程度経済的に周縁化しており、これはメキシコシティでもっとも高い。

## 交通
メキシコシティ地下鉄の2・4・8・9・A号線が走り、ベヌスティアーノ・カランサとの境目にある主要な交通ハブであるパンティトラン駅は1・5・9・A号線の乗り換え駅になっている。ほかにトロリーバス4系統、メトロバス2号線も走行している。

## 見どころ

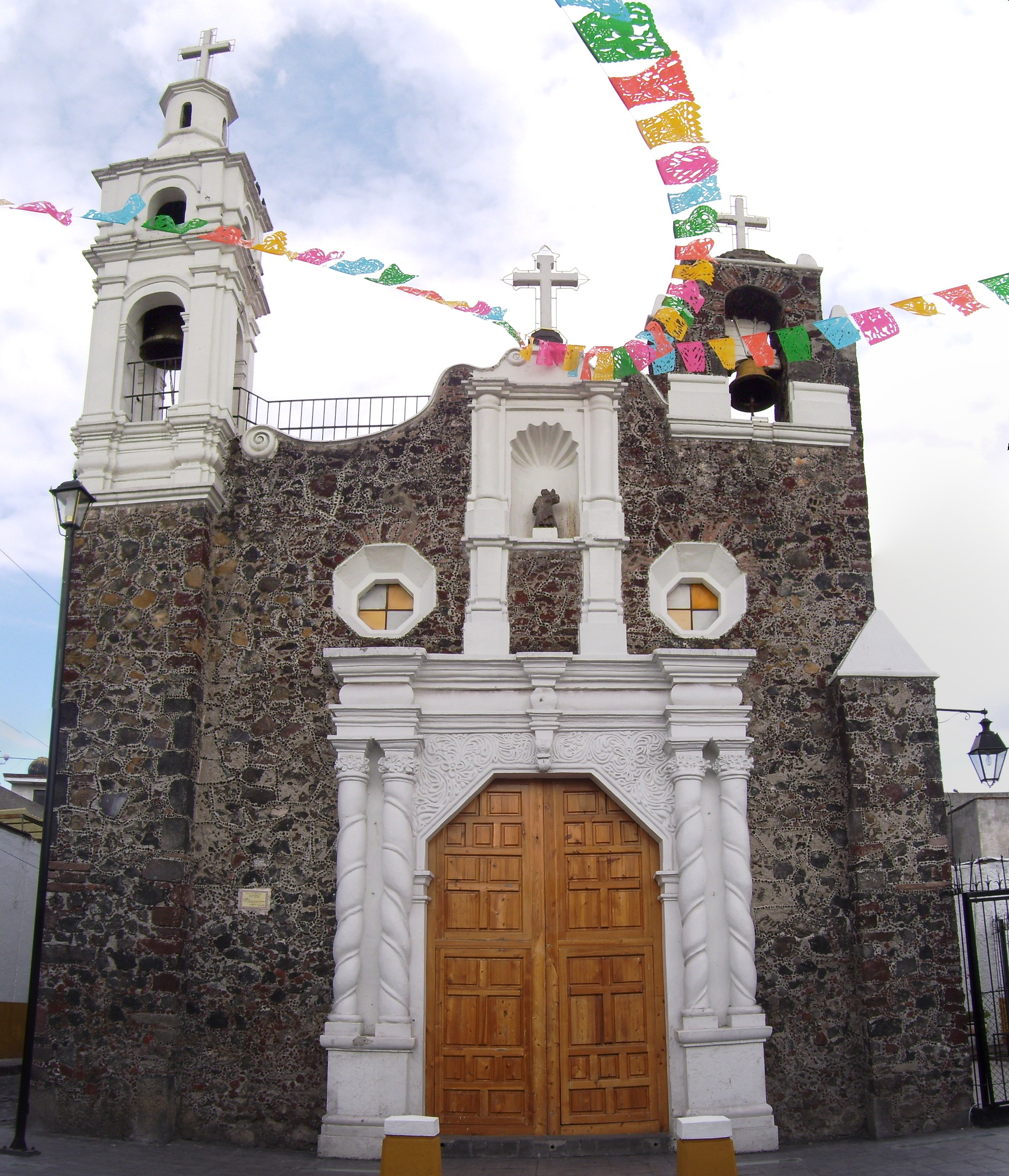
サンタ・クルス教会

現在イスタカルコは完全に市街地化しているが、かつての島であった歴史的中心には郊外であった過去の名残りが見られる。歴史的中心は大体ラ・ビガ通りに沿った一帯で、2011年にメキシコシティの21の「バリオ・マヒコ」（魔法の地区）のひとつに選ばれた。サンタ・クルス教会やエルミータ・デ・ラ・クルスはイスタカルコでもっとも古い建物であり、後者は1955年に歴史的モニュメントに指定された。

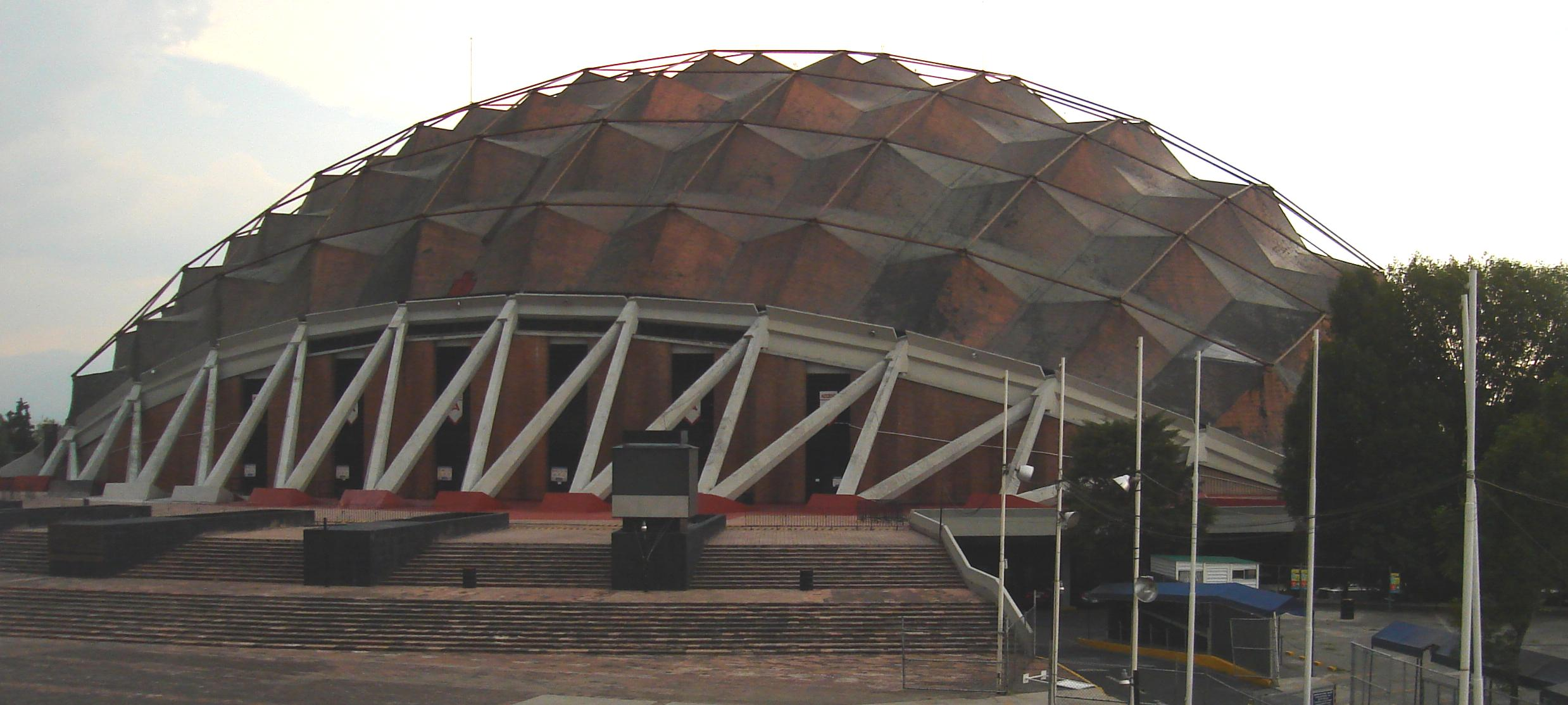
スポーツパレス

マグダレナ・ミクスカ・スポーツシティ (Magdalena Mixhuca Sports City) はプロスポーツ場、プール、陸上競技場、ジムが含まれるスポーツ複合施設である。パラシオ・デ・ロス・デポルテスはドモ・デ・コブレ（銅のドーム）とも呼ばれるアリーナである。
エルマノス・ロドリゲス・サーキットおよびフォロ・ソル。フォロ・ソルはスポーツのほかに主要なコンサート会場でもある。

## 歴史

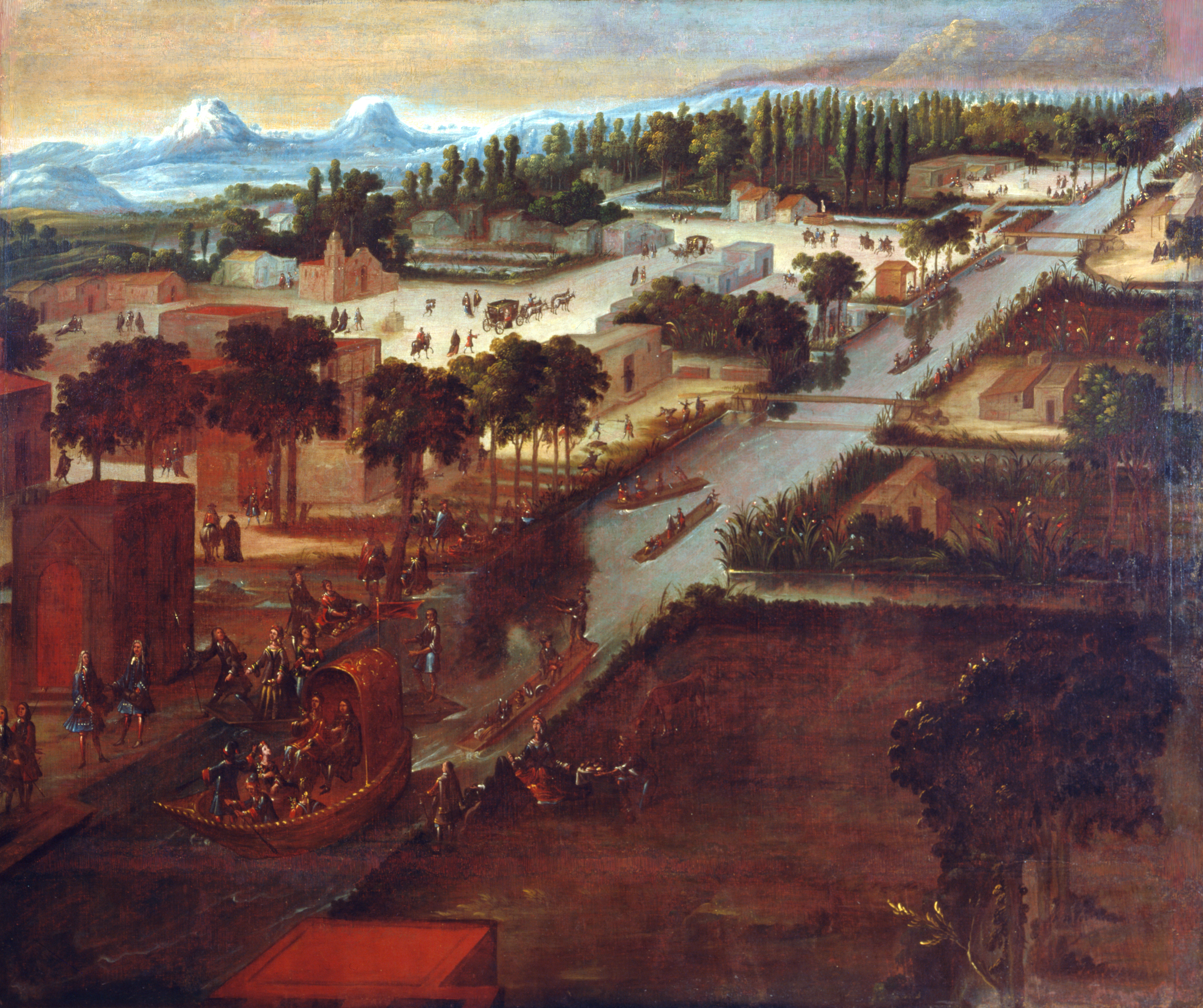
ラ・ビガ運河とイスタカルコの教会を描いた絵（1706年）

イスタカルコという言葉は通常ナワトル語で「塩の家の場所」と解釈されているが、「白い家の場所」とする解釈もある。かつて「Ixtacalco」とつづられたが、20世紀後半に「Iztacalco」のつづりが採用された。紋章は『メンドーサ絵文書』に見られるこの地を表すアステカ文字にもとづき、家と塩の絵から構成される。
もともとテスココ湖の中の島であったため、人間が定住するようになったのは他の地域よりも遅い。イスタカルコの歴史は1309年にはじまる。『ショロトル絵文書』によるとイスタカルコはメシカがテノチティトランに住むようになる前に住んだ場所のひとつだった。アステカ帝国ではテスココの支配下に置かれた。人々は汽水湖から塩を抽出することを業としていた。塩の生産は20世紀はじめまで続いた。
スペイン人による征服の後、島にはマティア（サン・マティアス）に捧げた教会が建てられたが、2人の修道士と300人未満の先住民が住むにすぎなかった。サン・マティアスは現在もイスタカルコの守護聖人と考えられている。植民地時代から19世紀にかけてテスココ湖の干拓が進められ、イスタカルコは周囲の土地と地続きになった。干拓地にはチナンパが作られ、花や野菜が育てられた。19世紀から20世紀の最初の10年間まで干拓地には多数の運河があり、中でもラ・ビガ運河（古くは王の運河(Acequia Real)と呼ばれた）が重要だった。イスタカルコはメキシコシティ歴史地区と南や東の農村であるチャルコやソチミルコとを結ぶ運河交通の要所になった。1850年にはメキシコシティとチャルコを結ぶ蒸気船が運行をはじめた。衛生問題の懸念から1915年から運河を埋めて幹線道路にする工事が行われ、1930年代に完成した。ラ・ビガ運河はラ・ビガ通りになった。20世紀なかばに最初の工場が建てられたとき、イスタカルコはまだメキシコシティの辺境に過ぎなかったが、中心地と地理的に近いために急激に都市化が進行した。
19世紀末にイスタカルコはトラルパン県の一部で、人口は2800人だった。1900年に当時の連邦区を構成した6つの県のひとつであるグアダルーペ・イダルゴ県の一部となった。1929年にイスタカルコ区が成立した。